# Кватерніон Гурвіца
У математиці кватерніоном Гурвіца (або цілим числом Гурвіца) називають кватерніон, компоненти якого або всі цілі, або всі напівцілі (половини непарних чисел; суміш цілих і напівцілих неприпустима). Множина всіх кватерніонів Гурвіца
{\displaystyle H=\left\{a+bi+cj+dk\in \mathbb {H} \mid a,b,c,d\in \mathbb {Z} \;{\mbox{ или }}\,a,b,c,d\in \mathbb {Z} +{\tfrac {1}{2}}\right\}.}
Можна показати, що {\displaystyle H} замкнута відносно множення та додавання, що робить її підкільцем кільця всіх кватерніонів.
Кватерніон Ліпшиця (або ціле Ліпшиця) — це кватерніон, всі компоненти якого є цілими числами. Множина всіх кватерніонів Липшиця
{\displaystyle L=\left\{a+bi+cj+dk\in \mathbb {H} \mid a,b,c,d\in \mathbb {Z} \right\}}
формує підкільце в кільці кватерніонів Гурвіца H.
Як група H є вільною абелевою групою з твірними {½(1+i+j+k), i, j, k}. Вона, таким чином, утворює ґратку R4. Ця ґратка відома як ґратка F4, оскільки вона є кореневою ґраткою напівпростої алгебри Лі F4. Кватерніон Ліпшиця L утворює підґратку в H.
Група одиниць L утворює кватерніонну групу Q = {±1, ± i, ± j, ± k}. Група одиниць H не є абелевою і утворює групу 24-го порядку, відому як бінарна група тетраедра. Ця група включає 8 елементів Q і 16 кватерніонів {½(±1± i ± j ± k)}, де знаки беруться в будь-якій комбінації. Кватерніонна група є нормальною підгрупою бінарної групи тетраедра U(H). Елементи U(H), маючи норму 1, утворюють вершини 24-гранника, вписаного в 3-сферу.
Норма кватерніона Гурвіца, заданого формулою {\displaystyle a^{2}+b^{2}+c^{2}+d^{2}}, завжди є цілим числом. За теоремою Лагранжа будь-яке невід'ємне ціле число можна подати у вигляді суми чотирьох (або менше) квадратів цілих чисел. Отже, будь-яке невід'ємне ціле число є нормою якогось кватерніону Ліпшиця (чи Гурвіца). Ціле число Гурвіца є простим елементом у тому й лише тому випадку, коли його норма — просте число.